# Servicio Especial Gamarra (Metropolitano)
El servicio AC-01 o servicio especial Gamarra del Metropolitano, fue un servicio alimentador especial que conectó la Estación Central con las inmediaciones del Emporio Comercial de Gamarra. Dejó de operar en marzo de 2020 debido a la pandemia de COVID-19 en Perú.

## Características
Su flota estuvo compuesta por autobuses amarillos de 12 metros y midibuses anaranjados de 8.5 metros.
| Lunes a sábado      | 09:00 a. m. - 07:00 p. m. |
| Domingos y feriados | sin servicio              |

| General     | S/ 1.00 |
| Estudiantes | S/ 0.50 |

## Recorrido
| Ida Gamarra             | Avenida Paseo de la República (acceso suroeste Est. Central) — Plaza Grau — Vía expresa Grau — Avenida Miguel Grau — Avenida Aviación (esq. Avenida Bausate y Meza) |
| Vuelta Estación Central | Avenida Aviación (esq. Avenida Bausate y Meza) — Avenida Miguel Grau — Vía expresa Grau — Plaza Grau — Avenida Paseo de la República (acceso suroeste Est. Central) |

## Paraderos
| N° | Paradero         | Común con |
| -- | ---------------- | --------- |
| 1  | Estación Central |           |
| 2  | Abancay          | 508       |
| 3  | Andahuaylas      | 508       |
| 4  | Abtao            | 508       |
| 5  | Huánuco          | 508       |
| 6  | Gamarra          |           |

| N° | Paradero         | Común con |
| -- | ---------------- | --------- |
| 1  | Gamarra          |           |
| 2  | Parinacochas     |           |
| 3  | Abtao            | 508       |
| 4  | Andahuaylas      | 508       |
| 5  | Abancay          | 508       |
| 6  | Estación Central |           |

## Suspensiones de servicio
El 11 de marzo de 2019, debido a un fuerte operativo policial en contra de la informalidad y cierre temporal del Emporio Comercial de Gamarra, la cuenta de Twitter (actual X) del Metropolitano informó que se suspenderá este servicio por 3 días hasta nuevo aviso, por motivos de seguridad. Así mismo se cerró la estación Gamarra de la Línea 1 del Metro de Lima y Callao y colegios aledaños debido a la influencia del hecho. En el 14 de marzo, 3 días después, se reestableció el servicio.
El 14 de marzo de 2020, el servicio fue suspendido indefinidamente ante la pandemia de COVID-19 en Perú.